# Frithjof Schwerdt
Frithjof Schwerdt (* 1987 in Berlin) ist ein deutscher Consultant für Heizungs-, Lüftungs- und Klimatechnik und Regattasegler. Er startet für den Potsdamer Yachtclub.

## Beruflicher Werdegang

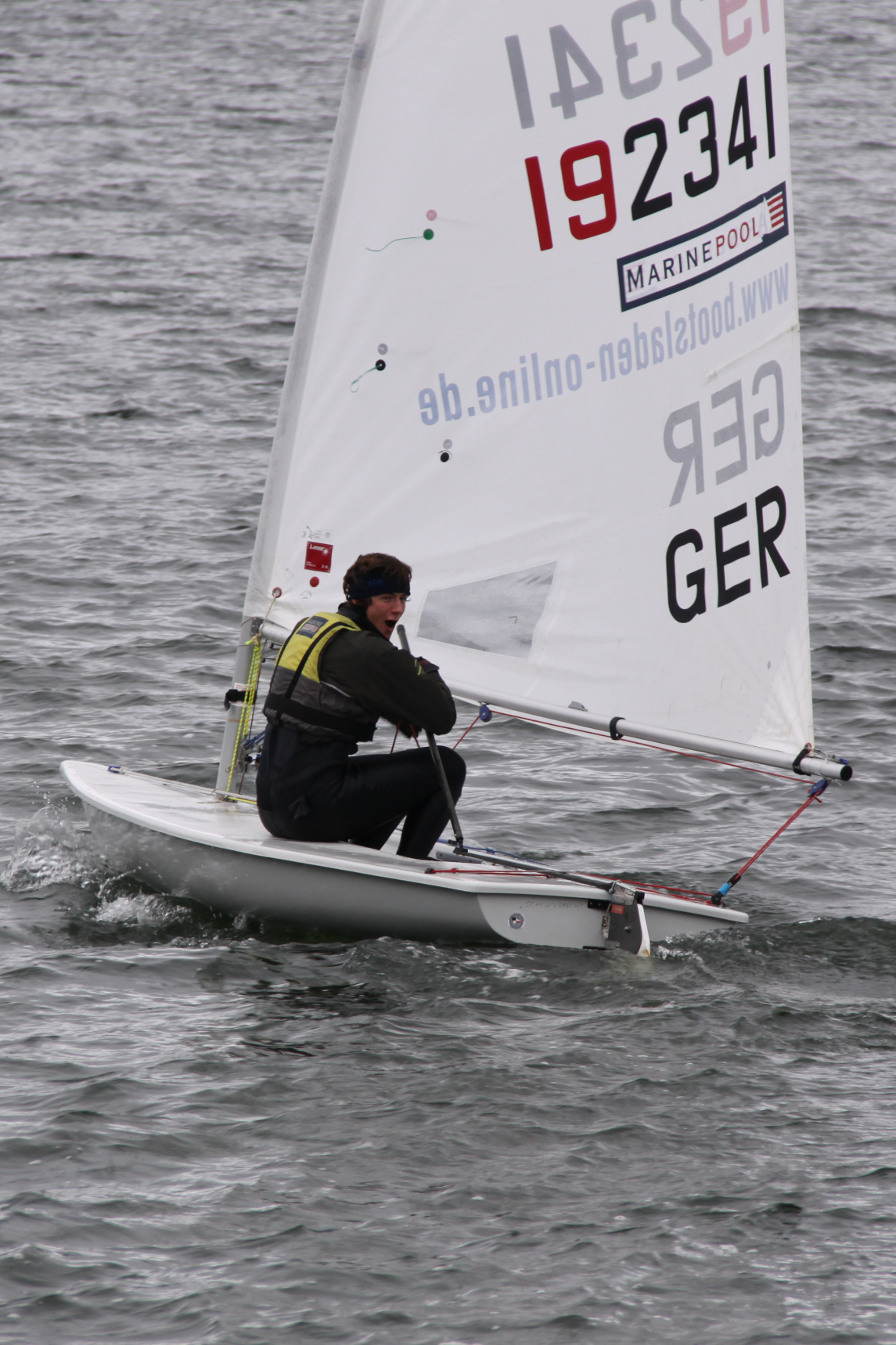
Frithjof Schwerdt nach dem letzten Zieldurchgang bei der DM 2009

Nach seinem Maschinenbaustudium von 2008 bis 2012 an der Fachhochschule Kiel, das er mit dem Bachelor abschloss, folgte für Frithjof Schwerdt ein weiteres Universitätsstudium an der Universität Rostock von 2012 bis 2015. Seine Masterthesis legte er im April 2015 an der University of California in Berkeley ab. Im Oktober 2018 promovierte er nach dem Studium an der Friedrich-Alexander-Universität Erlangen-Nürnberg.

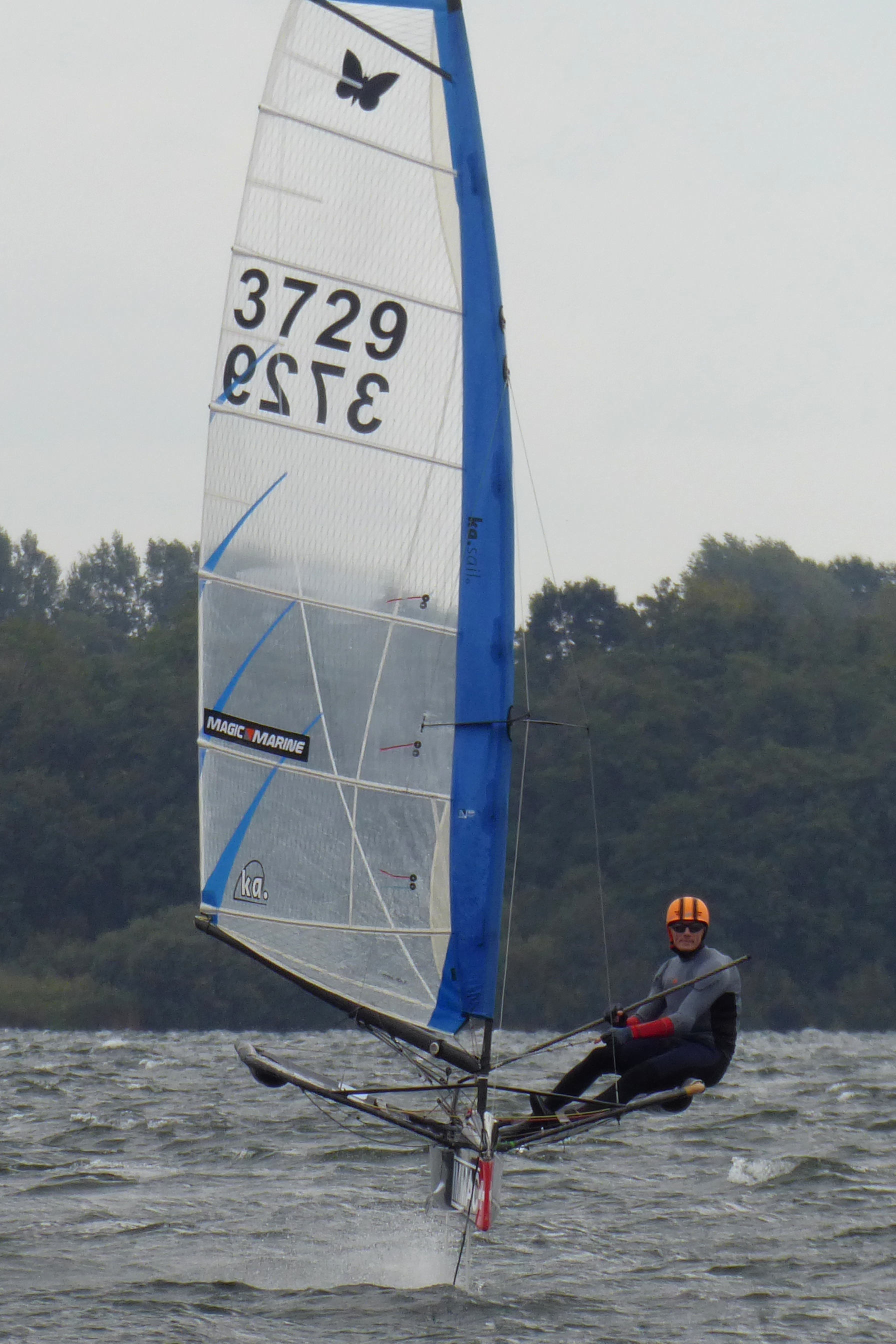
Frithjof Schwerdt mit der Moth

## Sportliche Erfolge
Nach dem seglerischen Einstieg in den Jugendbootklassen fuhr Frithjof Schwerdt seine ersten hochwertigen Regatten im Laser Standard, wo er 2006 einen dritten Rang bei der Deutschen Junioren-Meisterschaft U19 erringen konnte.
Beim Pfingstbusch 2010 belegte er den 2. Rang und bei der Deutschen Meisterschaft im gleichen Jahr landete er auf Rang 4.
Nach dem dritten Platz bei der deutschen Meisterschaft der olympischen Laser-Klasse auf dem Großen Alpsee im Jahre 2009 wechselt Schwerdt die Bootsklasse und stieg erfolgreich in das Musto Skiff um, mit dem er 2012 wiederum auf dem Alpsee das 10. Alpsee-Skiff-Weekend gewann.
2016 versuchte sich Schwerdt im Drei-Mann-Skiff 18-Footer und startete bei der Skiffmania des Diessner Segel-Clubs. Dort gewann er mit Norbert Peter vom Berliner Wannsee als Steuermann und dem weiteren Vorschoter Finn Mrugalla vom Flensburger Segelclub den Christian-Fries-Gedächtnispreis.
Um die 2020er-Jahre wechselte Schwerdt erneut die Bootsklasse und segelt nun in der International Moth Class.

## Auszeichnungen
- 2018 – Ehrennadel des Berliner Segler-Verbandes[15]